# Rocklands
Rocklands is een civil parish in het bestuurlijke gebied Breckland, in het Engelse graafschap Norfolk met 722 inwoners.